# Alfred Gusenbauer
Alfred Gusenbauer, né le 8 février 1960 à Sankt Pölten, est un homme d'État autrichien, membre Parti social-démocrate d'Autriche (SPÖ).
Il est président du SPÖ entre 2000 et 2008, et à ce titre chancelier fédéral de 2007 à 2008.

## Biographie

### Ascension
Alfred Gusenbauer préside les Jeunesses socialistes (SJÖ) entre 1984 et 1990. Cette année-là, il commence à travailler dans une chambre du travail (AK) et devient secrétaire général du SPÖ de Basse-Autriche. Il siège au Conseil fédéral entre 1991 et 1993, puis au Conseil national.

### Président fédéral du SPÖ
Il est nommé secrétaire général du SPÖ le 1er février 2000, juste après que le parti a été renvoyé dans l'opposition pour la première fois depuis trente ans. Le 29 avril 2000, il est élu à seulement quarante ans président fédéral du Parti social-démocrate, recueillant 96 % des voix des délégués. Il succède alors à Viktor Klima.
Il prend ensuite la présidence du groupe parlementaire social-démocrate et mène l'opposition à la « coalition noire-bleue » du chancelier fédéral Wolfgang Schüssel.
Au cours des élections législatives anticipées du 24 novembre 2002, il parvient à améliorer le score du Parti social-démocrate de plus de trois points et quatre sièges, mais le Parti populaire autrichien (ÖVP) arrive en tête pour la première fois depuis 1966. Schüssel décide toutefois de reconduire son alliance avec le FPÖ, et c'est alors la première fois depuis 1945 que les sociaux-démocrates sont exclus deux fois consécutivement de la participation à la majorité parlementaire.

### Chancelier fédéral

#### Le retour de la grande coalition
Lors des élections législatives du 1er octobre 2006, le SPÖ recueille 35,7 % des suffrages contre 34,2 % pour l'ÖVP. Les deux partis négocient alors la formation d'une nouvelle « grande coalition ». Les discussions aboutissent au bout de trois mois et demi.
Alfred Gusenbauer est nommé chancelier fédéral le 11 janvier 2007. Schüssel ne siège pas au sein de ce cabinet, laissant la présidence de l'ÖVP et les fonctions de vice-chancelier à Wilhelm Molterer. Il se trouve alors être le premier chancelier depuis Alfons Gorbach en 1961 à ne pas avoir d'expérience ministérielle. Sur les 11 chanceliers de l'après-guerre au moment de sa prise de fonction, il est le deuxième plus jeune après Leopold Figl.

#### Rupture au bout de dix-huit mois

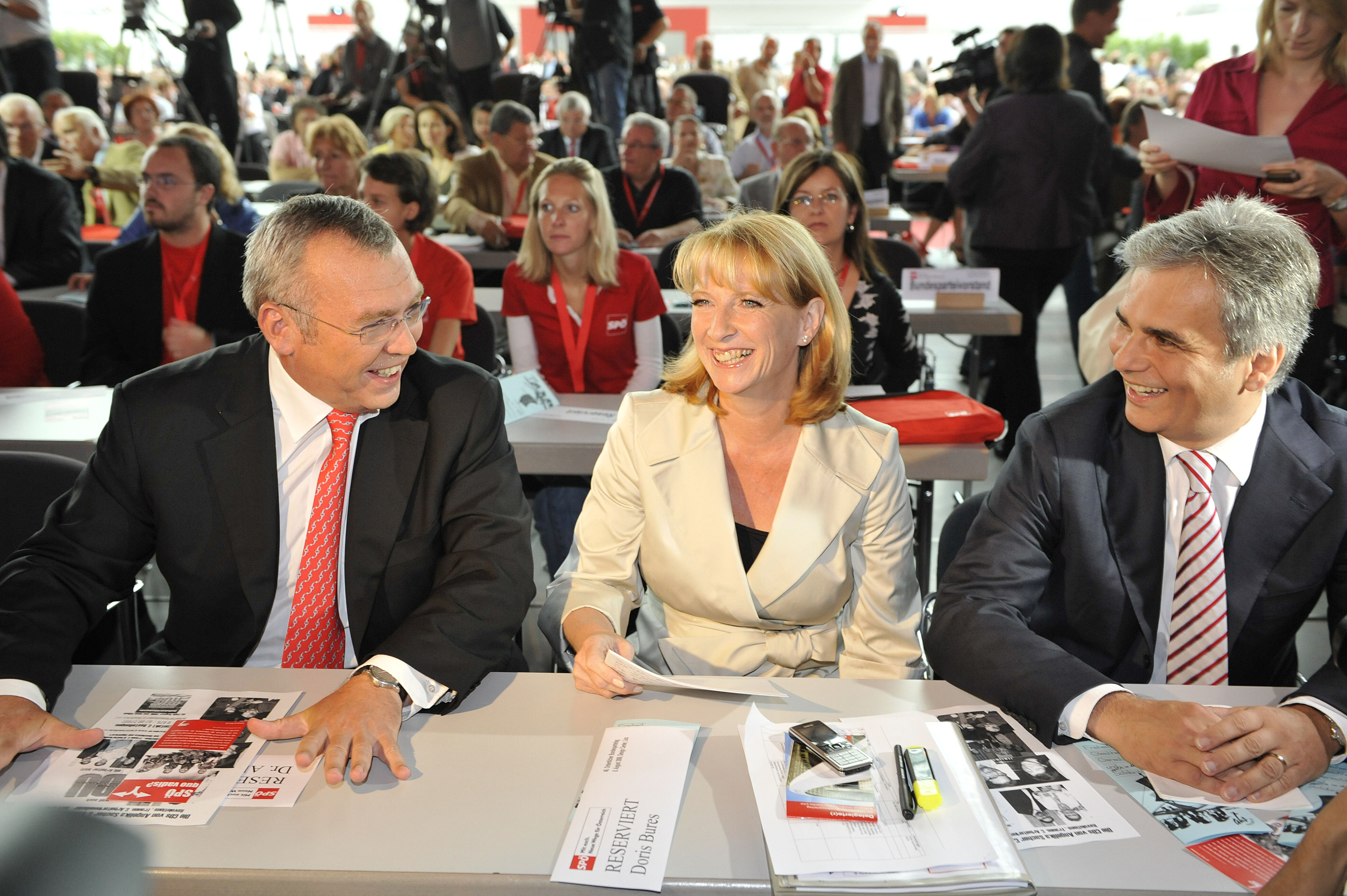
Gusenbauer, Doris Bures et Faymann au fédéral du SPÖ à Linz le 8 août 2008.

Au fil des mois, il est de plus en plus critiqué au sein de sa formation politique, où on lui reproche de faire trop de concessions à l'ÖVP. Le 16 juin 2008, la direction fédérale le pousse à renoncer à la présidence au profit du ministre fédéral des Transports Werner Faymann.
À peine dix jours plus tard, le 26 juin, tous deux signent une tribune dans le Kronen Zeitung appelant à ce que toute modification des traités européens qui toucherait aux intérêts de l'Autriche soit soumise à référendum. Cette position conduit à la rupture de la majorité le 7 juillet, déjà tendue depuis des mois à cause des réformes à mener dans les domaines de l'éducation et de la santé.

#### Fin de vie politique
Il ne postule pas aux élections législatives anticipées du 28 septembre 2008 et se retire alors de la vie politique. Remplacé par Faymann le 2 décembre, il réalise le deuxième mandat le plus court à la chancellerie de la IIe République après Karl Renner, en 1945. Il rejoint ensuite le secteur privé, où il occupe des fonctions de direction.
Après que Faymann a démissionné le 9 mai 2016, il organise le soutien interne à l'un des candidats à sa succession, Christian Kern, s'opposant en cela au bourgmestre de Vienne et président par intérim du SPÖ Michael Häupl, qui se trouve être l'un des principaux responsables de la chute de Gusenbauer en 2008. Kern sera finalement retenu contre le choix de Häupl.
En novembre 2017, son nom apparaît dans les révélations des Paradise Papers,.